# Amaral (Rebsorte)
Die Rotweinsorte Amaral (Azal Tinto) ist eine autochthone Sorte aus Portugal.

## Herkunft, Abstammung
Ist eine autochthone Rotweinsorte aus Portugal. Die Abstammung ist unbekannt. Nach den erfolgten DNA-Analysen (2011) besteht eine genetische Beziehung zu den Sorten Loureiro, Tinta Castañal und Vinhão. Trotz morphologischer Ähnlichkeiten bzw. Synonyme darf sie nicht mit den Sorten Azal Branco, Borraçal, Melhorio, Sousão Galego, Touriga Nacional oder Vinhão verwechselt werden.
Aus einer natürlichen Kreuzung Amaral x Albariño (Alvarinho) ist die Sorte Cainho De Moreira entstanden.

## Verbreitung
Amaral ist hauptsächlich in den Regionen Douro, Minho, Beira Interior Norte und Beira Interior Sul vertreten. Die weltweite Anbaufläche betrug 2010 92 ha.

## Ampelographische Sortenmerkmale
- Die Triebspitzen sind weißwollig behaart.
- Junge Blätter sind flaumig und grün. Ausgewachsene Blätter sind flach und mittelgroß. Ihre Stielbucht ist V-förmig. Die dreilappigen Blätter sind an ihren Rändern mit kleinen Zähnen besetzt.
- Die Trauben sind klein bis mittelgroß und konisch. Die kugelförmigen Beeren sind bläulich schwarz.

## Wein
Die Trauben werden Mitte September bis Mitte Oktober geerntet und erbringen einen sehr kräftig gefärbten Rotwein mit ausgesprochen hohem Anteil an Äpfelsäure, der als Basis für den roten Vinho Verde verwendet wird. Der Säureanteil ist wichtiger Bestandteil für die malolaktische Gärung des Weins.

## Synonyme
Amaral Preto, Azal, Azal Preto, Azal Tinto, Azar, Cachon, Cainho Bravo, Cainho Miudo, Caino, Caino Bravo, Caino Tinto, Cainzinho, Sousao, Sousao Galego